# Hightech (industrie)
Hightech, soms high tech, high-tech of hi-tech, in België ook spitstechnologie, is technologie op het hoogste niveau van ontwikkeling. State of the art komt ermee in betekenis overeen. Het begrip hightech wordt meer gebruikt voor de industrie van de micro-elektronica dan voor andere vormen van industrie. Producten veranderen door de tijd heen, producten die in bijvoorbeeld de jaren 1960 als hightech gezien werden, zijn vandaag de dag meestal verouderd.

## Eerste gebruik
De eerste keer komt high technology in een artikel van de the New York Times uit 1957 voor, dat voor de toepassing van kernenergie in West-Europa pleit:
 ...Western Europe, with its dense population and its high technology...
Vanaf april 1969 gebruikte de Amerikaanse columnist Robert Metz high technology in een financiële column over Arthur H. Collins, eigenaar van Collins Radio Company:
 Collins controls a score of high technology patents in variety of fields.
Metz gebruikte het daarna regelmatig. De eerste keer dat hij het afgekorte "high tech" gebruikte was in een artikel in 1971.

## Economie
Omdat hightech-sectoren in de economie de meest geavanceerde technologie ontwikkelen of gebruiken, wordt het vaak gezien als gebieden met de grootste potentie voor toekomstige groei. Deze gedachte heeft geleid tot grote investeringen in hightech sectoren. Beginnende hightech bedrijven ontvangen grote sommen aan durfkapitaal; echter, als de investeringen het potentieel overstijgen, zoals in het verleden wel gebeurd is, dan kunnen investeerders veel, zo niet al hun geld verliezen. Hightech wordt vaak gezien als een hoog risico, maar biedt wel de grootste kans op hoge winst.
Hightech is een internationaal fenomeen dat zich uitstrekt over continenten, wat zich met name toont in de wereldwijde communicatie over het internet. Zo kan een multinationale onderneming tot 24 uur per dag werken, met teams die ontwaken en gaan werken met het voortschrijden van de zon over de wereld. Zulke projecten kunnen zich voordoen in softwareontwikkeling of in de ontwikkeling van geïntegreerde schakelingen, met teams werkend in bijvoorbeeld Hongarije, Brazilië, de Filipijnen en India, met als enige voorwaarde een gezamenlijke taal.
De Organisatie voor Economische Samenwerking en Ontwikkeling (OESO) gebruikt twee benaderingswijzen: de sector- en productbenadering. De sectorbenadering deelt verschillende industriële sectoren in naar belang van technologie, de productbenadering bekijkt de eindproducten.

### Hightechsectoren
Op basis van gegevens uit 1999 werden in 2007 de volgende zes sectoren als hightech aangemerkt:
1. Lucht- en ruimtevaarttechnologie
2. Farmaceutische industrie
3. Kantoorapparatuur en computers
4. Telecommunicatie
5. Medische, optische en precisie-instrumenten

### Hightechproducten
Analyse van de OESO toont aan dat mate van productonderzoek en -ontwikkeling een goede maatstaf is. Niet alleen productindustrie maar ook de noodzaak van technologie hierbij wordt betrokken bij de classificatie. De classificatie is als volgt (stabiel sinds 1973):
| Naam industrie                                    | Totale intensiteit O&O (1999, in %) | ISIC Rev. 3     |
| Hightech (high technology)                        |                                     |                 |
| ------------------------------------------------- | ----------------------------------- | --------------- |
| Farmaceutica                                      | 10.46                               | 2423            |
| Lucht- en ruimtevaart                             | 10.29                               | 353             |
| Medische, precisie en optische instrumenten       | 9.69                                | 33              |
| Radio-, televisie- & communicatieproducten        | 7.48                                | 32              |
| Kantoor-, boekhoud- en computerproducten          | 7.21                                | 30              |
| 'Middelhoge technologie' (medium-high technology) |                                     |                 |
| Elektrische machines en apparaten                 | 3.60                                | 31              |
| Motorvoertuigen en opleggers                      | 3.51                                | 34              |
| Spoorwegen & transportmateriaal                   | 3.11                                | 352+359         |
| Chemische producten                               | 2.85                                | 24 (excl. 2423) |
| Machines en uitrusting                            | 2.20                                | 29              |

## Overdrachtelijke zin
In overdrachtelijke zin wordt in België spitstechnologie gezegd om aan te duiden dat men alle kennis met alle uitzonderingen en de geniepigheden maximaal aanwendt om een gunstig resultaat te bereiken, zoals in fiscale spitstechnologie of sociale spitstechnologie.